# Tawa tawa
Las Tawa tawas (del quechua tawa “cuatro”, por la forma de rombo que tienen) o Tahua-tahuas son unas frituras dulces típicas de la gastronomía boliviana, especialmente de la ciudad de Potosí. En 2014 fueron declarados como parte del patrimonio cultural boliviano mediante Ley 485, que en su segundo artículo menciona:
Se declara Patrimonio Nacional del Estado Plurinacional de Bolivia a la dulcería tradicional representativa del departamento de Potosí, consistente en los canelones o rosquetes y los bizcochuelos de la región de Betanzos, los Chambergos, las Tawa Tawas, las Sopaipillas, los Confites, los Tosinillos y las Th’ayas de la ciudad de Potosí.

## Historia

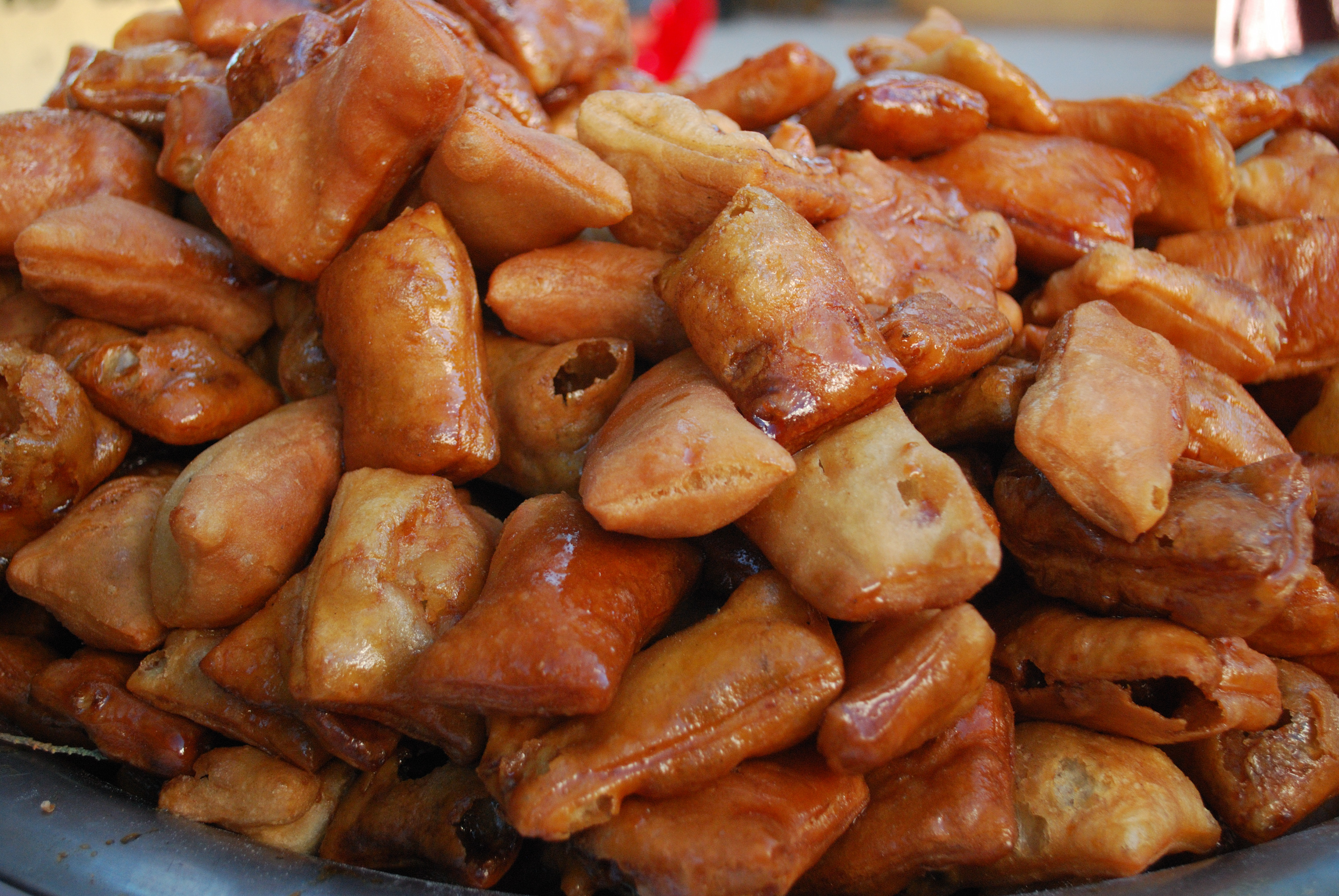
Tawa tawas

Su origen se remonta a la época colonial, cuando los españoles introdujeron el trigo y el azúcar en las zonas altas del país. Los quechuas adoptaron estos ingredientes y los combinaron con sus propios productos,  estas frituras recibieron el nombre de Tawa tawas por el número de cortes que se hacían para darles forma. Según la tradición, estas frituras se vendían por un real y se servían en la mañana y en la tarde a la hora del té.

## Características
Son frituras hechas de harina de trigo, polvo de hornear, manteca, sal, que recibieron el nombre de Tawa tawas por el número de cortes que se hacían para darles forma, estas masitas están bañadas en miel.Según la tradición, estas frituras son típicas en la Festividad de Corpus Christi junto con las sopaipillas, chambergos y canelones.